# Virbia sanguicollis
Virbia sanguicollis là một loài bướm đêm thuộc phân họ Arctiinae, họ Erebidae.